# Lyndon Hooper
Pour les articles homonymes, voir Hooper.
Lyndon Fitzgerald Hooper (né le 30 mai 1966 à Georgetown en Guyana) est un joueur de soccer international canadien d'origine guyanienne, qui évoluait au poste de milieu de terrain, avant de devenir entraîneur. Il est le frère aîné de Charmaine Hooper, ancienne joueuse de 1986 à 2008.

## Biographie

### Carrière de joueur

#### Carrière en sélection
Avec l'équipe du Canada, il dispute 67 matchs (pour 3 buts inscrits) entre 1986 et 1997. Il figure notamment dans le groupe des sélectionnés lors des Gold Cup de 1993 et de 1996.